# Grand Slam of Darts 2014
De Grand Slam of Darts 2014, ook bekend onder de naam Singha Beer Grand Slam of Darts vanwege de sponsor Singha Beer, was de achtste editie van de Grand Slam of Darts georganiseerd door de PDC. Het toernooi werd gehouden van 8 tot en met 16 november in de Wolverhampton Civic Hall, Wolverhampton.
Phil Taylor wist zijn vijfde titel, die hij in de voorgaande editie wist veilig te stellen door in de finale Robert Thornton met 16–6 te verslaan, met succes te verdedigen. In de finale versloeg hij Dave Chisnall met 16-13, waarmee hij zijn zesde titel wist te winnen.

## Prijzengeld
Het totale prijzengeld bedroeg, net als in de vijf voorgaande edities van het toernooi, £400,000.
| Plaats (aantal spelers) | Plaats (aantal spelers) | Prijzengeld (Totaal: £400,000) |
| ----------------------- | ----------------------- | ------------------------------ |
| Winnaar                 | (1)                     | £100,000                       |
| Runner-up               | (1)                     | £50,000                        |
| Halvefinalist           | (2)                     | £25,000                        |
| Kwartfinalist           | (4)                     | £15,000                        |
| Laatste 16              | (8)                     | £7,500                         |
| Groepswinnaar bonus     | (8)                     | £2,500                         |
| Derde in groep          | (8)                     | £5,000                         |
| Vierde in groep         | (8)                     | £2,500                         |

## Kwalificatie

### Kwalificatie toernooien
Nieuw deze editie was dat de winnaars van de Euro Tour toernooien werden uitgenodigd voor de Grand Slam of Darts.
| Toernooi                     | Jaar | Positie         | Speler                                   |
| ---------------------------- | ---- | --------------- | ---------------------------------------- |
| Grand Slam of Darts          | 2013 | Winnaar         | Phil Taylor                              |
| Grand Slam of Darts          | 2013 | Runner-up       | Robert Thornton                          |
| Grand Slam of Darts          | 2013 | Halvefinalisten | Adrian Lewis                             |
| Grand Slam of Darts          | 2013 | Halvefinalisten | Scott Waites                             |
| Grand Slam of Darts          | 2012 | Winnaar         | Raymond van Barneveld                    |
| Grand Slam of Darts          | 2012 | Runner-up       | Michael van Gerwen                       |
| Grand Slam of Darts          | 2012 | Halvefinalisten | Andy Hamilton                            |
| Grand Slam of Darts          | 2012 | Halvefinalisten | Dean Winstanley                          |
| PDC World Darts Championship | 2014 | Winnaar         | Michael van Gerwen                       |
| PDC World Darts Championship | 2014 | Runner-up       | Peter Wright                             |
| PDC World Darts Championship | 2014 | Halvefinalisten | Simon Whitlock                           |
| PDC World Darts Championship | 2014 | Halvefinalisten | Adrian Lewis                             |
| PDC World Darts Championship | 2013 | Winnaar         | Phil Taylor                              |
| PDC World Darts Championship | 2013 | Runner-up       | Michael van Gerwen                       |
| PDC World Darts Championship | 2013 | Halvefinalisten | Raymond van Barneveld                    |
| PDC World Darts Championship | 2013 | Halvefinalisten | James Wade                               |
| PDC World Darts Championship | 2012 | Winnaar         | Adrian Lewis                             |
| PDC World Darts Championship | 2011 | Winnaar         | Adrian Lewis                             |
| PDC World Darts Championship | 2010 | Winnaar         | Phil Taylor                              |
| World Matchplay              | 2014 | Winnaar         | Phil Taylor                              |
| World Matchplay              | 2014 | Runner-up       | Michael van Gerwen                       |
| World Matchplay              | 2013 | Winnaar         | Phil Taylor                              |
| World Matchplay              | 2013 | Runner-up       | Adrian Lewis                             |
| World Grand Prix             | 2014 | Winnaar         | Michael van Gerwen                       |
| World Grand Prix             | 2014 | Runner-up       | James Wade                               |
| World Grand Prix             | 2013 | Winnaar         | Phil Taylor                              |
| World Grand Prix             | 2013 | Runner-up       | Dave Chisnall                            |
| UK Open                      | 2014 | Winnaar         | Adrian Lewis                             |
| UK Open                      | 2014 | Runner-up       | Terry Jenkins                            |
| UK Open                      | 2013 | Winnaar         | Phil Taylor                              |
| UK Open                      | 2013 | Runner-up       | Andy Hamilton                            |
| Premier League Darts         | 2014 | Winnaar         | Raymond van Barneveld                    |
| Premier League Darts         | 2014 | Runner-up       | Michael van Gerwen                       |
| Premier League Darts         | 2013 | Winnaar         | Michael van Gerwen                       |
| Premier League Darts         | 2013 | Runner-up       | Phil Taylor                              |
| Championship League Darts    | 2013 | Winnaar         | Phil Taylor                              |
| Championship League Darts    | 2013 | Runner-up       | Michael van Gerwen                       |
| Players Championship Finals  | 2013 | Winnaar         | Michael van Gerwen                       |
| Players Championship Finals  | 2013 | Runner-up       | Phil Taylor                              |
| Players Championship Finals  | 2012 | Winnaar         | Phil Taylor                              |
| Players Championship Finals  | 2012 | Runner-up       | Kim Huybrechts                           |
| European Darts Championship  | 2014 | Winnaar         | Michael van Gerwen                       |
| European Darts Championship  | 2014 | Runner-up       | Terry Jenkins                            |
| European Darts Championship  | 2013 | Winnaar         | Adrian Lewis                             |
| European Darts Championship  | 2013 | Runner-up       | Simon Whitlock                           |
| World Cup of Darts           | 2014 | Winnaars        | Michael van Gerwen Raymond van Barneveld |
| World Cup of Darts           | 2014 | Runners-up      | Phil Taylor Adrian Lewis                 |
| World Cup of Darts           | 2013 | Winnaars        | Phil Taylor Adrian Lewis                 |
| World Cup of Darts           | 2013 | Runners-up      | Kim Huybrechts Ronny Huybrechts          |
| The Masters                  | 2014 | Winnaar         | James Wade                               |
| The Masters                  | 2014 | Runner-up       | Mervyn King                              |
| The Masters                  | 2013 | Winnaar         | Phil Taylor                              |
| The Masters                  | 2013 | Runner-up       | Adrian Lewis                             |
| PDC World Youth Championship | 2014 | Winnaar         | Keegan Brown                             |
| PDC World Youth Championship | 2014 | Runner-up       | Rowby-John Rodriguez                     |
| PDC Pro Tour 2014            | 2014 | Winnaar         | Gary Anderson                            |
| PDC Pro Tour 2014            | 2014 | Winnaar         | Michael van Gerwen                       |
| PDC Pro Tour 2014            | 2014 | Winnaar         | Phil Taylor                              |
| PDC Pro Tour 2014            | 2014 | Winnaar         | Vincent van der Voort                    |
| PDC Pro Tour 2014            | 2014 | Winnaar         | James Wade                               |
| PDC Pro Tour 2014            | 2014 | Winnaar         | Peter Wright                             |
| PDC Pro Tour 2014            | 2014 | Winnaar         | Mervyn King                              |
| PDC Pro Tour 2014            | 2014 | Winnaar         | Michael Smith                            |

| Toernooi                              | Jaar | Positie         | Speler          |
| ------------------------------------- | ---- | --------------- | --------------- |
| World Professional Darts Championship | 2014 | Winnaar         | Stephen Bunting |
| World Professional Darts Championship | 2014 | Runner-up       | Alan Norris     |
| World Professional Darts Championship | 2014 | Halvefinalisten | Robbie Green    |
| World Professional Darts Championship | 2014 | Halvefinalisten | Jan Dekker      |
| World Professional Darts Championship | 2013 | Winnaar         | Scott Waites    |
| World Professional Darts Championship | 2013 | Runner-up       | Tony O'Shea     |
| World Professional Darts Championship | 2013 | Halvefinalisten | Wesley Harms    |
| World Professional Darts Championship | 2013 | Halvefinalisten | Richie George   |
| World Professional Darts Championship | 2012 | Winnaar         | Christian Kist  |
| World Professional Darts Championship | 2011 | Winnaar         | Martin Adams    |
| World Professional Darts Championship | 2010 | Winnaar         | Martin Adams    |

Opmerking: Schuingedrukte spelers waren al gekwalificeerd 
 De PDC heeft besloten Martin Adams niet langer uit te nodigen wegens zijn opeenvolgende afwijzingen in 2007, 2008 en 2009.

### Wigan kwalificatie
Om tot 32 deelnemers te komen werd er een Grand Slam kwalificatie gehouden op 3 november 2014.
- Brendan Dolan
- Jamie Caven
- Darren Webster

## Gekwalificeerde spelers
De volgende 32 spelers waren gekwalificeerd voor de Grand Slam of Darts 2014:

### PDC
- Gary Anderson
- Raymond van Barneveld
- Keegan Brown
- Stephen Bunting
- Jamie Caven
- Dave Chisnall
- Brendan Dolan
- Michael van Gerwen
- Andy Hamilton
- Kim Huybrechts
- Ronny Huybrechts
- Terry Jenkins
- Mervyn King
- Christian Kist
- Adrian Lewis
- Rowby-John Rodriguez
- Michael Smith
- Phil Taylor
- Robert Thornton
- Vincent van der Voort
- James Wade
- Darren Webster
- Simon Whitlock
- Dean Winstanley
- Peter Wright

### BDO
- Jan Dekker
- Richie George
- Robbie Green
- Wesley Harms
- Alan Norris
- Tony O'Shea
- Scott Waites

## Groepsfase
De loting vond plaats op 3 november 2014.
- Alle wedstrijden first-to-5/best of 9
- NB: G = Gespeeld; W = Gewonnen; V = Verloren; LV = Legs Voor; LT = Legs Tegen; Saldo = LV-LT

### Potindeling
De PDC maakte op 3 november 2014 de potindeling bekend.
| Geplaatste spelers        | Geplaatste spelers |
| Speler                    |                    |
| ------------------------- | ------------------ |
| Michael van Gerwen (1)    |                    |
| Phil Taylor (2)           |                    |
| Stephen Bunting (3)       |                    |
| Raymond van Barneveld (4) |                    |
| Adrian Lewis (5)          |                    |
| James Wade (6)            |                    |
| Peter Wright (7)          |                    |
| Alan Norris (8)           |                    |

| Pot B           | Pot B |
| Speler          |       |
| --------------- | ----- |
| Gary Anderson   |       |
| Dave Chisnall   |       |
| Andy Hamilton   |       |
| Kim Huybrechts  |       |
| Mervyn King     |       |
| Robert Thornton |       |
| Scott Waites    |       |
| Simon Whitlock  |       |

| Pot C                 | Pot C |
| Speler                |       |
| --------------------- | ----- |
| Keegan Brown          |       |
| Jan Dekker            |       |
| Terry Jenkins         |       |
| Christian Kist        |       |
| Tony O'Shea           |       |
| Michael Smith         |       |
| Vincent van der Voort |       |
| Dean Winstanley       |       |

| Pot D                | Pot D |
| Speler               |       |
| -------------------- | ----- |
| Richie George        |       |
| Robbie Green         |       |
| Wesley Harms         |       |
| Ronny Huybrechts     |       |
| Rowby-John Rodriguez |       |
| Brendan Dolan        |       |
| Jamie Caven          |       |
| Darren Webster       |       |

| Legenda kleuren in de tabellen                                 |
| -------------------------------------------------------------- |
| Groepswinnaars en nummers twee gaan door naar de tweede ronde. |
| Uitgeschakeld                                                  |

#### Groep A
| Datum   | Speler             | Gemiddelde | Score | Gemiddelde | Speler             |
| ------- | ------------------ | ---------- | ----- | ---------- | ------------------ |
| 8 nov.  | Kim Huybrechts     | 91.54      | 5 – 2 | 85.47      | Jan Dekker         |
| 8 nov.  | Michael van Gerwen | 90.33      | 5 – 4 | 94.64      | Darren Webster     |
| 9 nov.  | Kim Huybrechts     | 96.50      | 2 – 5 | 101.23     | Michael van Gerwen |
| 9 nov.  | Jan Dekker         | 89.70      | 5 – 2 | 88.32      | Darren Webster     |
| 10 nov. | Kim Huybrechts     | 90.69      | 5 – 1 | 83.70      | Darren Webster     |
| 10 nov. | Michael van Gerwen | 95.13      | 5 – 0 | 76.68      | Jan Dekker         |

| Nr. | Speler             | Wedstrijden | Wedstrijden | Wedstrijden | Legs | Legs | Legs  | Punten |
| --- | ------------------ | ----------- | ----------- | ----------- | ---- | ---- | ----- | ------ |
| Nr. | Speler             | G           | W           | V           | LV   | LT   | Saldo | Punten |
| 1   | Michael van Gerwen | 3           | 3           | 0           | 15   | 6    | +9    | 6      |
| 2   | Kim Huybrechts     | 3           | 2           | 1           | 12   | 8    | +4    | 4      |
| 3   | Jan Dekker         | 3           | 1           | 2           | 7    | 12   | −5    | 2      |
| 4   | Darren Webster     | 3           | 0           | 3           | 7    | 15   | −8    | 0      |

#### Groep B
| Datum   | Speler        | Gemiddelde | Score | Gemiddelde | Speler           |
| ------- | ------------- | ---------- | ----- | ---------- | ---------------- |
| 8 nov.  | Scott Waites  | 85.78      | 2 – 5 | 94.83      | Terry Jenkins    |
| 8 nov.  | Alan Norris   | 85.63      | 5 – 2 | 89.35      | Ronny Huybrechts |
| 9 nov.  | Terry Jenkins | 88.88      | 1 – 5 | 99.13      | Alan Norris      |
| 9 nov.  | Scott Waites  | 94.25      | 4 – 5 | 86.83      | Ronny Huybrechts |
| 10 nov. | Terry Jenkins | 89.07      | 5 – 1 | 89.73      | Ronny Huybrechts |
| 10 nov. | Alan Norris   | 92.83      | 3 – 5 | 89.48      | Scott Waites     |

| Nr. | Speler           | Wedstrijden | Wedstrijden | Wedstrijden | Legs | Legs | Legs  | Punten |
| --- | ---------------- | ----------- | ----------- | ----------- | ---- | ---- | ----- | ------ |
| Nr. | Speler           | G           | W           | V           | LV   | LT   | Saldo | Punten |
| 1   | Alan Norris      | 3           | 2           | 1           | 13   | 8    | +5    | 4      |
| 2   | Terry Jenkins    | 3           | 2           | 1           | 11   | 8    | +3    | 4      |
| 3   | Scott Waites     | 3           | 1           | 2           | 11   | 13   | −2    | 2      |
| 4   | Ronny Huybrechts | 3           | 1           | 2           | 8    | 14   | −6    | 2      |

#### Groep C
| Datum   | Speler        | Gemiddelde | Score | Gemiddelde | Speler               |
| ------- | ------------- | ---------- | ----- | ---------- | -------------------- |
| 8 nov.  | Dave Chisnall | 100.84     | 5 – 1 | 93.04      | Keegan Brown         |
| 8 nov.  | Adrian Lewis  | 91.37      | 2 – 5 | 90.22      | Rowby-John Rodriguez |
| 9 nov.  | Dave Chisnall | 100.46     | 5 – 1 | 97.46      | Rowby-John Rodriguez |
| 9 nov.  | Keegan Brown  | 100.66     | 5 – 1 | 95.85      | Adrian Lewis         |
| 10 nov. | Adrian Lewis  | 86.86      | 5 – 2 | 93.64      | Dave Chisnall        |
| 10 nov. | Keegan Brown  | 95.22      | 5 – 3 | 91.75      | Rowby-John Rodriguez |

| Nr. | Speler               | Wedstrijden | Wedstrijden | Wedstrijden | Legs | Legs | Legs  | Punten |
| --- | -------------------- | ----------- | ----------- | ----------- | ---- | ---- | ----- | ------ |
| Nr. | Speler               | G           | W           | V           | LV   | LT   | Saldo | Punten |
| 1   | Dave Chisnall        | 3           | 2           | 1           | 12   | 7    | +5    | 4      |
| 2   | Keegan Brown         | 3           | 2           | 1           | 11   | 9    | +2    | 4      |
| 3   | Rowby-John Rodriguez | 3           | 1           | 2           | 9    | 12   | −3    | 2      |
| 4   | Adrian Lewis         | 3           | 1           | 2           | 8    | 12   | −4    | 2      |

#### Groep D
| Datum   | Speler                | Gemiddelde | Score | Gemiddelde | Speler                |
| ------- | --------------------- | ---------- | ----- | ---------- | --------------------- |
| 8 nov.  | Robert Thornton       | 97.19      | 2 – 5 | 99.26      | Vincent van der Voort |
| 8 nov.  | Raymond van Barneveld | 91.53      | 5 – 3 | 85.31      | Robbie Green          |
| 9 nov.  | Vincent van der Voort | 86.40      | 4 – 5 | 90.38      | Raymond van Barneveld |
| 9 nov.  | Robert Thornton       | 92.35      | 2 – 5 | 99.61      | Robbie Green          |
| 10 nov. | Vincent van der Voort | 90.69      | 4 – 5 | 96.76      | Robbie Green          |
| 10 nov. | Raymond van Barneveld | 92.97      | 5 – 2 | 90.12      | Robert Thornton       |

| Nr. | Speler                | Wedstrijden | Wedstrijden | Wedstrijden | Legs | Legs | Legs  | Punten |
| --- | --------------------- | ----------- | ----------- | ----------- | ---- | ---- | ----- | ------ |
| Nr. | Speler                | G           | W           | V           | LV   | LT   | Saldo | Punten |
| 1   | Raymond van Barneveld | 3           | 3           | 0           | 15   | 9    | +6    | 6      |
| 2   | Robbie Green          | 3           | 2           | 1           | 13   | 11   | +2    | 4      |
| 3   | Vincent van der Voort | 3           | 1           | 2           | 13   | 12   | +1    | 2      |
| 4   | Robert Thornton       | 3           | 0           | 3           | 6    | 15   | −9    | 0      |

#### Groep E
| Datum   | Speler         | Gemiddelde | Score | Gemiddelde | Speler         |
| ------- | -------------- | ---------- | ----- | ---------- | -------------- |
| 8 nov.  | Andy Hamilton  | 95.69      | 2 – 5 | 95.52      | Christian Kist |
| 8 nov.  | Phil Taylor    | 100.20     | 5 – 0 | 80.09      | Richie George  |
| 9 nov.  | Christian Kist | 99.46      | 1 – 5 | 114.65     | Phil Taylor    |
| 9 nov.  | Andy Hamilton  | 94.79      | 5 – 2 | 84.30      | Richie George  |
| 11 nov. | Phil Taylor    | 106.47     | 5 – 3 | 98.81      | Andy Hamilton  |
| 11 nov. | Christian Kist | 95.49      | 5 – 1 | 80.03      | Richie George  |

| Nr. | Speler         | Wedstrijden | Wedstrijden | Wedstrijden | Legs | Legs | Legs  | Punten |
| --- | -------------- | ----------- | ----------- | ----------- | ---- | ---- | ----- | ------ |
| Nr. | Speler         | G           | W           | V           | LV   | LT   | Saldo | Punten |
| 1   | Phil Taylor    | 3           | 3           | 0           | 15   | 4    | +11   | 6      |
| 2   | Christian Kist | 3           | 2           | 1           | 11   | 8    | +3    | 4      |
| 3   | Andy Hamilton  | 3           | 1           | 2           | 10   | 12   | −2    | 2      |
| 4   | Richie George  | 3           | 0           | 3           | 3    | 15   | −12   | 0      |

#### Groep F
| Datum   | Speler         | Gemiddelde | Score | Gemiddelde | Speler         |
| ------- | -------------- | ---------- | ----- | ---------- | -------------- |
| 8 nov.  | Peter Wright   | 91.96      | 5 – 2 | 92.28      | Brendan Dolan  |
| 8 nov.  | Simon Whitlock | 92.84      | 2 – 5 | 104.91     | Michael Smith  |
| 9 nov.  | Peter Wright   | 90.65      | 4 – 5 | 86.32      | Michael Smith  |
| 9 nov.  | Brendan Dolan  | 87.54      | 3 – 5 | 97.45      | Simon Whitlock |
| 11 nov. | Peter Wright   | 100.16     | 5 – 3 | 100.84     | Simon Whitlock |
| 11 nov. | Michael Smith  | 102.71     | 5 – 1 | 90.72      | Brendan Dolan  |

| Nr. | Speler         | Wedstrijden | Wedstrijden | Wedstrijden | Legs | Legs | Legs  | Punten |
| --- | -------------- | ----------- | ----------- | ----------- | ---- | ---- | ----- | ------ |
| Nr. | Speler         | G           | W           | V           | LV   | LT   | Saldo | Punten |
| 1   | Michael Smith  | 3           | 3           | 0           | 15   | 7    | +8    | 6      |
| 2   | Peter Wright   | 3           | 2           | 1           | 14   | 10   | +4    | 4      |
| 3   | Simon Whitlock | 3           | 1           | 2           | 10   | 13   | −3    | 2      |
| 4   | Brendan Dolan  | 3           | 0           | 3           | 6    | 13   | −7    | 0      |

#### Groep G
| Datum   | Speler      | Gemiddelde | Score | Gemiddelde | Speler      |
| ------- | ----------- | ---------- | ----- | ---------- | ----------- |
| 8 nov.  | Mervyn King | 80.37      | 5 – 4 | 89.45      | Tony O'Shea |
| 8 nov.  | James Wade  | 99.48      | 5 – 1 | 98.43      | Jamie Caven |
| 9 nov.  | Mervyn King | 83.76      | 5 – 4 | 84.96      | James Wade  |
| 9 nov.  | Tony O'Shea | 85.32      | 5 – 3 | 93.96      | Jamie Caven |
| 11 nov. | Mervyn King | 98.55      | 5 – 4 | 90.99      | Jamie Caven |
| 11 nov. | James Wade  | 99.95      | 5 – 1 | 90.35      | Tony O'Shea |

| Nr. | Speler      | Wedstrijden | Wedstrijden | Wedstrijden | Legs | Legs | Legs  | Punten |
| --- | ----------- | ----------- | ----------- | ----------- | ---- | ---- | ----- | ------ |
| Nr. | Speler      | G           | W           | V           | LV   | LT   | Saldo | Punten |
| 1   | Mervyn King | 3           | 3           | 0           | 15   | 12   | +3    | 6      |
| 2   | James Wade  | 3           | 2           | 1           | 14   | 7    | +7    | 4      |
| 3   | Tony O'Shea | 3           | 1           | 2           | 10   | 13   | −3    | 2      |
| 4   | Jamie Caven | 3           | 0           | 3           | 8    | 15   | −7    | 0      |

#### Groep H
| Datum   | Speler          | Gemiddelde | Score | Gemiddelde | Speler          |
| ------- | --------------- | ---------- | ----- | ---------- | --------------- |
| 8 nov.  | Stephen Bunting | 103.84     | 5 – 1 | 91.54      | Wesley Harms    |
| 8 nov.  | Gary Anderson   | 96.32      | 5 – 1 | 78.40      | Dean Winstanley |
| 9 nov.  | Stephen Bunting | 102.73     | 5 – 2 | 96.76      | Gary Anderson   |
| 9 nov.  | Wesley Harms    | 87.16      | 5 – 3 | 81.77      | Dean Winstanley |
| 11 nov. | Stephen Bunting | 89.70      | 5 – 2 | 86.20      | Dean Winstanley |
| 11 nov. | Gary Anderson   | 102.95     | 5 – 0 | 90.43      | Wesley Harms    |

| Nr. | Speler          | Wedstrijden | Wedstrijden | Wedstrijden | Legs | Legs | Legs  | Punten |
| --- | --------------- | ----------- | ----------- | ----------- | ---- | ---- | ----- | ------ |
| Nr. | Speler          | G           | W           | V           | LV   | LT   | Saldo | Punten |
| 1   | Stephen Bunting | 3           | 3           | 0           | 15   | 5    | +10   | 6      |
| 2   | Gary Anderson   | 3           | 2           | 1           | 12   | 6    | +6    | 4      |
| 3   | Wesley Harms    | 3           | 1           | 2           | 6    | 13   | −7    | 2      |
| 4   | Dean Winstanley | 3           | 0           | 3           | 6    | 15   | −9    | 0      |

### Knock-outfase
|  | Achtste finale (best of 19 legs) 12–13 november | Achtste finale (best of 19 legs) 12–13 november | Achtste finale (best of 19 legs) 12–13 november |    |                               | Kwartfinale (best of 31 legs) 14–15 november | Kwartfinale (best of 31 legs) 14–15 november | Kwartfinale (best of 31 legs) 14–15 november |  |    | Halve finale (best of 31 legs) 16 november | Halve finale (best of 31 legs) 16 november | Halve finale (best of 31 legs) 16 november |  |    | Finale (best of 31 legs) 16 november | Finale (best of 31 legs) 16 november | Finale (best of 31 legs) 16 november |
|  |                                                 |                                                 |                                                 |    |                               |                                              |                                              |                                              |  |    |                                            |                                            |                                            |  |    |                                      |                                      |                                      |
|  | A1                                              | Michael van Gerwen (88.64)                      | 10                                              |    |                               |                                              |                                              |                                              |  |    |                                            |                                            |                                            |  |    |                                      |                                      |                                      |
|  | B2                                              | Terry Jenkins (85.66)                           | 4                                               |    |                               |                                              |                                              |                                              |  |    |                                            |                                            |                                            |  |    |                                      |                                      |                                      |
|  | B2                                              | Terry Jenkins (85.66)                           | 4                                               |    | A1                            | Michael van Gerwen (103.78)                  | 10                                           |                                              |  |    |                                            |                                            |                                            |  |    |                                      |                                      |                                      |
|  |                                                 |                                                 |                                                 |    | A1                            | Michael van Gerwen (103.78)                  | 10                                           |                                              |  |    |                                            |                                            |                                            |  |    |                                      |                                      |                                      |
|  |                                                 | A2                                              | Kim Huybrechts (104.83)                         | 16 |                               |                                              |                                              |                                              |  |    |                                            |                                            |                                            |  |    |                                      |                                      |                                      |
|  | B1                                              | A2                                              | Kim Huybrechts (104.83)                         | 16 | Alan Norris (90.39)           | 5                                            |                                              |                                              |  |    |                                            |                                            |                                            |  |    |                                      |                                      |                                      |
|  | B1                                              |                                                 |                                                 |    | Alan Norris (90.39)           | 5                                            |                                              |                                              |  |    |                                            |                                            |                                            |  |    |                                      |                                      |                                      |
|  | A2                                              | Kim Huybrechts (97.92)                          | 10                                              |    |                               |                                              |                                              |                                              |  |    |                                            |                                            |                                            |  |    |                                      |                                      |                                      |
|  | A2                                              | Kim Huybrechts (97.92)                          | 10                                              |    |                               |                                              |                                              |                                              |  | A2 | Kim Huybrechts (97.36)                     | 15                                         |                                            |  |    |                                      |                                      |                                      |
|  |                                                 |                                                 |                                                 |    |                               |                                              |                                              |                                              |  | A2 | Kim Huybrechts (97.36)                     | 15                                         |                                            |  |    |                                      |                                      |                                      |
|  |                                                 | C1                                              | Dave Chisnall (96.64)                           | 16 |                               |                                              |                                              |                                              |  |    |                                            |                                            |                                            |  |    |                                      |                                      |                                      |
|  | C1                                              | C1                                              | Dave Chisnall (96.64)                           | 16 | Dave Chisnall (91.55)         | 10                                           |                                              |                                              |  |    |                                            |                                            |                                            |  |    |                                      |                                      |                                      |
|  | C1                                              |                                                 |                                                 |    | Dave Chisnall (91.55)         | 10                                           |                                              |                                              |  |    |                                            |                                            |                                            |  |    |                                      |                                      |                                      |
|  | D2                                              | Robbie Green (84.13)                            | 3                                               |    |                               |                                              |                                              |                                              |  |    |                                            |                                            |                                            |  |    |                                      |                                      |                                      |
|  | D2                                              | Robbie Green (84.13)                            | 3                                               |    | C1                            | Dave Chisnall (96.64)                        | 16                                           |                                              |  |    |                                            |                                            |                                            |  |    |                                      |                                      |                                      |
|  |                                                 |                                                 |                                                 |    | C1                            | Dave Chisnall (96.64)                        | 16                                           |                                              |  |    |                                            |                                            |                                            |  |    |                                      |                                      |                                      |
|  |                                                 | C2                                              | Keegan Brown (97.68)                            | 14 |                               |                                              |                                              |                                              |  |    |                                            |                                            |                                            |  |    |                                      |                                      |                                      |
|  | D1                                              | C2                                              | Keegan Brown (97.68)                            | 14 | Raymond van Barneveld (91.46) | 7                                            |                                              |                                              |  |    |                                            |                                            |                                            |  |    |                                      |                                      |                                      |
|  | D1                                              |                                                 |                                                 |    | Raymond van Barneveld (91.46) | 7                                            |                                              |                                              |  |    |                                            |                                            |                                            |  |    |                                      |                                      |                                      |
|  | C2                                              | Keegan Brown (97.95)                            | 10                                              |    |                               |                                              |                                              |                                              |  |    |                                            |                                            |                                            |  |    |                                      |                                      |                                      |
|  | C2                                              | Keegan Brown (97.95)                            | 10                                              |    |                               |                                              |                                              |                                              |  |    |                                            |                                            |                                            |  | C1 | Dave Chisnall (98.02)                | 13                                   |                                      |
|  |                                                 |                                                 |                                                 |    |                               |                                              |                                              |                                              |  |    |                                            |                                            |                                            |  | C1 | Dave Chisnall (98.02)                | 13                                   |                                      |
|  |                                                 | E1                                              | Phil Taylor (102.45)                            | 16 |                               |                                              |                                              |                                              |  |    |                                            |                                            |                                            |  |    |                                      |                                      |                                      |
|  | E1                                              | E1                                              | Phil Taylor (102.45)                            | 16 | Phil Taylor (101.70)          | 10                                           |                                              |                                              |  |    |                                            |                                            |                                            |  |    |                                      |                                      |                                      |
|  | E1                                              |                                                 |                                                 |    | Phil Taylor (101.70)          | 10                                           |                                              |                                              |  |    |                                            |                                            |                                            |  |    |                                      |                                      |                                      |
|  | F2                                              | Peter Wright (99.05)                            | 4                                               |    |                               |                                              |                                              |                                              |  |    |                                            |                                            |                                            |  |    |                                      |                                      |                                      |
|  | F2                                              | Peter Wright (99.05)                            | 4                                               |    | E1                            | Phil Taylor (107.28)                         | 16                                           |                                              |  |    |                                            |                                            |                                            |  |    |                                      |                                      |                                      |
|  |                                                 |                                                 |                                                 |    | E1                            | Phil Taylor (107.28)                         | 16                                           |                                              |  |    |                                            |                                            |                                            |  |    |                                      |                                      |                                      |
|  |                                                 | F1                                              | Michael Smith (86.45)                           | 3  |                               |                                              |                                              |                                              |  |    |                                            |                                            |                                            |  |    |                                      |                                      |                                      |
|  | F1                                              | F1                                              | Michael Smith (86.45)                           | 3  | Michael Smith 99.97           | 10                                           |                                              |                                              |  |    |                                            |                                            |                                            |  |    |                                      |                                      |                                      |
|  | F1                                              |                                                 |                                                 |    | Michael Smith 99.97           | 10                                           |                                              |                                              |  |    |                                            |                                            |                                            |  |    |                                      |                                      |                                      |
|  | E2                                              | Christian Kist 89.12                            | 5                                               |    |                               |                                              |                                              |                                              |  |    |                                            |                                            |                                            |  |    |                                      |                                      |                                      |
|  | E2                                              | Christian Kist 89.12                            | 5                                               |    |                               |                                              |                                              |                                              |  | E1 | Phil Taylor (101.61)                       | 16                                         |                                            |  |    |                                      |                                      |                                      |
|  |                                                 |                                                 |                                                 |    |                               |                                              |                                              |                                              |  | E1 | Phil Taylor (101.61)                       | 16                                         |                                            |  |    |                                      |                                      |                                      |
|  |                                                 | G1                                              | Mervyn King (94.84)                             | 9  |                               |                                              |                                              |                                              |  |    |                                            |                                            |                                            |  |    |                                      |                                      |                                      |
|  | G1                                              | G1                                              | Mervyn King (94.84)                             | 9  | Mervyn King (94.12)           | 10                                           |                                              |                                              |  |    |                                            |                                            |                                            |  |    |                                      |                                      |                                      |
|  | G1                                              |                                                 |                                                 |    | Mervyn King (94.12)           | 10                                           |                                              |                                              |  |    |                                            |                                            |                                            |  |    |                                      |                                      |                                      |
|  | H2                                              | Gary Anderson (96.32)                           | 4                                               |    |                               |                                              |                                              |                                              |  |    |                                            |                                            |                                            |  |    |                                      |                                      |                                      |
|  | H2                                              | Gary Anderson (96.32)                           | 4                                               |    | G1                            | Mervyn King (96.01)                          | 16                                           |                                              |  |    |                                            |                                            |                                            |  |    |                                      |                                      |                                      |
|  |                                                 |                                                 |                                                 |    | G1                            | Mervyn King (96.01)                          | 16                                           |                                              |  |    |                                            |                                            |                                            |  |    |                                      |                                      |                                      |
|  |                                                 | H1                                              | Stephen Bunting (96.54)                         | 9  |                               |                                              |                                              |                                              |  |    |                                            |                                            |                                            |  |    |                                      |                                      |                                      |
|  | H1                                              | H1                                              | Stephen Bunting (96.54)                         | 9  | Stephen Bunting (98.24)       | 10                                           |                                              |                                              |  |    |                                            |                                            |                                            |  |    |                                      |                                      |                                      |
|  | H1                                              |                                                 |                                                 |    | Stephen Bunting (98.24)       | 10                                           |                                              |                                              |  |    |                                            |                                            |                                            |  |    |                                      |                                      |                                      |
|  | G2                                              | James Wade (95.45)                              | 8                                               |    |                               |                                              |                                              |                                              |  |    |                                            |                                            |                                            |  |    |                                      |                                      |                                      |

## Statistieken
| Speler                | Uitgeschakeld  | Gespeeld | Legs Gewonnen | Legs Verloren | Saldo | 100+ | 140+ | 180s | Hoogste uitgooi | 3-dart gemiddelde |
| --------------------- | -------------- | -------- | ------------- | ------------- | ----- | ---- | ---- | ---- | --------------- | ----------------- |
| Phil Taylor           | Winnaar        | 7        | 73            | 33            | +40   | 160  | 70   | 28   | 140             | 103.82            |
| Dave Chisnall         | Finale         | 7        | 67            | 55            | +12   | 151  | 81   | 39   | 170             | 96.57             |
| Kim Huybrechts        | Halve finale   | 6        | 53            | 39            | +14   | 109  | 70   | 33   | 155             | 98.38             |
| Mervyn King           | Halve finale   | 6        | 50            | 41            | +9    | 129  | 54   | 24   | 164             | 92.68             |
| Stephen Bunting       | Kwartfinale    | 5        | 34            | 29            | +5    | 77   | 52   | 12   | 145             | 97.55             |
| Keegan Brown          | Kwartfinale    | 5        | 35            | 32            | +3    | 95   | 53   | 17   | 130             | 97.30             |
| Michael van Gerwen    | Kwartfinale    | 5        | 35            | 26            | +9    | 70   | 40   | 17   | 141             | 96.74             |
| Michael Smith         | Kwartfinale    | 5        | 28            | 27            | +1    | 55   | 35   | 18   | 127             | 94.04             |
| Gary Anderson         | Achtste finale | 4        | 16            | 16            | 0     | 43   | 26   | 10   | 106             | 97.44             |
| Peter Wright          | Achtste finale | 4        | 18            | 20            | −2    | 56   | 26   | 10   | 135             | 95.78             |
| James Wade            | Achtste finale | 4        | 22            | 17            | +5    | 70   | 24   | 5    | 170             | 94.02             |
| Christian Kist        | Achtste finale | 4        | 17            | 18            | −1    | 39   | 25   | 6    | 85              | 93.30             |
| Raymond van Barneveld | Achtste finale | 4        | 22            | 19            | +3    | 54   | 31   | 7    | 136             | 91.50             |
| Alan Norris           | Achtste finale | 4        | 18            | 18            | 0     | 35   | 31   | 6    | 164             | 91.35             |
| Robbie Green          | Achtste finale | 4        | 16            | 21            | −5    | 40   | 28   | 9    | 170             | 90.24             |
| Terry Jenkins         | Achtste finale | 4        | 15            | 18            | −3    | 52   | 17   | 5    | 116             | 88.76             |
| Simon Whitlock        | Groepsfase     | 3        | 10            | 13            | −3    | 34   | 14   | 7    | 86              | 97.24             |
| Andy Hamilton         | Groepsfase     | 3        | 10            | 12            | −2    | 24   | 19   | 4    | 96              | 96.45             |
| Jamie Caven           | Groepsfase     | 3        | 8             | 15            | −7    | 25   | 20   | 3    | 129             | 93.93             |
| Robert Thornton       | Groepsfase     | 3        | 6             | 15            | −9    | 31   | 12   | 5    | 161             | 93.12             |
| Rowby-John Rodriguez  | Groepsfase     | 3        | 9             | 12            | −3    | 24   | 8    | 7    | 127             | 92.76             |
| Vincent van der Voort | Groepsfase     | 3        | 12            | 12            | +1    | 29   | 15   | 8    | 158             | 91.20             |
| Adrian Lewis          | Groepsfase     | 3        | 8             | 12            | −4    | 20   | 12   | 4    | 80              | 90.97             |
| Scott Waites          | Groepsfase     | 3        | 11            | 13            | −2    | 33   | 9    | 5    | 126             | 90.21             |
| Brendan Dolan         | Groepsfase     | 3        | 6             | 13            | −7    | 31   | 12   | 2    | 106             | 90.04             |
| Darren Webster        | Groepsfase     | 3        | 7             | 15            | −8    | 30   | 20   | 3    | 64              | 89.62             |
| Wesley Harms          | Groepsfase     | 3        | 6             | 13            | −7    | 25   | 14   | 2    | 156             | 89.27             |
| Ronny Huybrechts      | Groepsfase     | 3        | 8             | 14            | −6    | 28   | 15   | 3    | 81              | 88.43             |
| Tony O'Shea           | Groepsfase     | 3        | 10            | 13            | −3    | 32   | 11   | 8    | 104             | 88.19             |
| Jan Dekker            | Groepsfase     | 3        | 7             | 12            | −5    | 21   | 8    | 3    | 124             | 84.83             |
| Dean Winstanley       | Groepsfase     | 3        | 6             | 15            | −9    | 29   | 11   | 2    | 116             | 82.29             |
| Richie George         | Groepsfase     | 1        | 3             | 15            | −12   | 20   | 8    | 3    | 72              | 81.76             |

2007 · 2008 · 2009 · 2010 · 2011 · 2012 · 2013 · 2014 · 2015 · 2016 · 2017 · 2018 · 2019 · 2020 · 2021 · 2022 · 2023 · 2024 · 2025